# Lucian Blaga
Lucian Blaga   (Lancrăm, 9 de maig de 1895 - Cluj-Napoca, 6 de maig de 1961) va ser un filòsof, humanista, articulista, poeta, dramaturg, traductor, professor universitari i diplomàtic romanès.

## Obra dramàtica
- Mesterul Manole. 1927
- Zamolxe. 1921
- Tulburarea apelor. 1923
- Avram Iancu. 1934
- Anton Pann. 1945

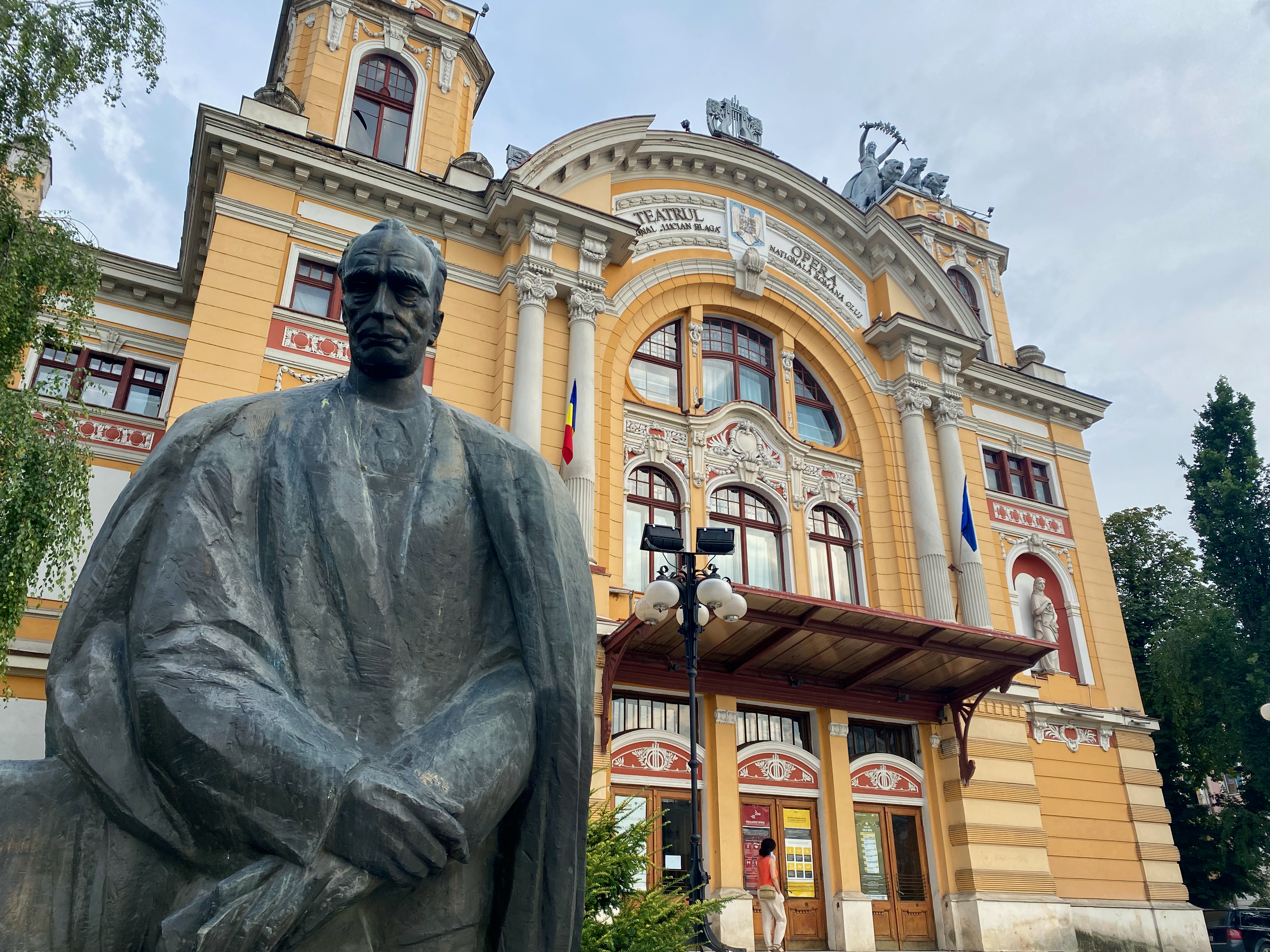
Estàtua de Lucian Blaga a Cluj-Napuca

- Cruciada copiilor (La croada del nens). 1930
- Arca lui Noe (L'Arca de Noè). 1944